# Ich tu dir weh
Az Ich tu dir weh (németül Bántalak) a második kislemez a Rammstein nevű indusztriális metalt játszó együttes Liebe ist für alle da albumáról. A szám durva, szado-mazo témája miatt a kislemez nem jelenhetett meg Németországban. A zenekar hivatalos honlapján minden, a kiadással kapcsolatos információt töröltek és az ott található diszkográfiában sem szerepel.

## Videóklip
A számból készült videó a Pussy-videóhoz hasonlóan egy pornóoldalon debütált. A klipben egy sötét stúdióban adja elő az együttes a számot erősen a szám hangulatához illő öltözetben. Till Lindemann, a koncertekhez hasonlóan félmeztelenül énekel, szája egy bevezetett led segítségével áraszt fényt éneklés közben. A látványról a Rammsteinre jellemző lángcsóvák és effektek gondoskodnak.

## Élő előadás
A szám előadása az egyik leglátványosabb eleme a Liebe ist für alle da köré épülő turnénak. A németországi helyszíneken a cenzúrázás miatt a dalt kezdetben megváltoztatott dalszöveggel adta elő az együttes. Később azonban a hatóságok a szám indusztriális változatának előadását is megtiltották és így a számot teljesen kihagyták a németországi koncertekről. A helyére régebbi dal került (Rein Raus vagy Asche zu Asche).

## Számlista

### Korlátozott példányszámú kislemez
1. Ich tu dir weh (Radio Edit) - 3:57
2. Pussy ("Lick It" Remix By Scooter) - 4:54
3. Rammlied ("Rammin' The Steins" Remix By Devin Townsend) - 5:09
4. Ich tu dir weh ("Smallboy" Remix By Jochen Schmalbach) - 6:42

### 12" Vinyl
1. Ich tu dir weh (Radio Edit) - 3:57
2. Ich tu dir weh (Remix By F*kkk Offf) - 6:07

Az európai kiadás fekete színű, míg az angliai fehér.

### 7" 1-Sided Etched Vinyl
1. Ich tu dir weh (Radio Edit) - 3:57

Az európai kiadás fekete színű, míg az angliai vörös.

### Digital download EP
1. Ich tu dir weh (Radio Edit) - 3:57
2. Pussy ("Lick It" Remix By Scooter) - 4:54
3. Rammlied ("Rammin' The Steins" Remix By Devin Townsend) - 5:09
4. Ich tu dir weh ("Smallboy" Remix By Jochen Schmalbach) - 6:42
5. Ich tu dir weh (Remix By F*kkk Offf) - 6:07